# Callopsylla sparsilis
Callopsylla sparsilis är en loppart som först beskrevs av Jordan et Rothschild 1922.  Callopsylla sparsilis ingår i släktet Callopsylla och familjen fågelloppor.

## Underarter
Arten delas in i följande underarter:
- C. s. sparsilis
- C. s. atallahi